# 立野車站 (佐賀縣)
立野車站（日语：／ Tateno eki */?）是日本佐賀縣基山町的一座鐵路車站，由甘木鐵道甘木線營運。

## 車站布局
本站有一個側式月台跟一條股道，無站房，但月台恰位於高架道路下方，因而仍有遮蔽。可由臺階或斜坡抵達月台。   

## 历史
本站由甘木鐵道新設於甘木線，1987年11月1日開始營業。

## 相鄰車站
甘木鐵道
甘木線
基山－立野－（大原信號站）－小郡